# Fidra
Fidra est une île inhabitée du Firth of Forth, à l'est de l'Écosse. Son nom pourrait être d'origine norroise et faire référence à la multitude de plumes d'oiseaux qu'on retrouve sur place. L'île est aujourd'hui une réserve de la Royal Society for the Protection of Birds. 

## Géographie
On trouve au sud-est de Fidra la ville de North Berwick, au sud-ouest, Gullane, et, au sud, la réserve naturelle de Yellowcraigs ainsi que le village de Dirleton.
L'île est accessible grâce à la présence d'une jetée primitive sur sa partie occidentale. Un phare automatisé s'y dresse et des caméras permettent aux visiteurs du Scottish Seabird Centre de North Berwick d'observer Fidra en temps réel.

## Dans la culture
On dit que Robert Louis Stevenson s'était basé sur la forme de Fidra pour établir sa carte de l'Île au Trésor. Une preuve pouvant étayer cette thèse est qu'il venait fréquemment sur les plages de ce qui est aujourd'hui Yellowcraigs.

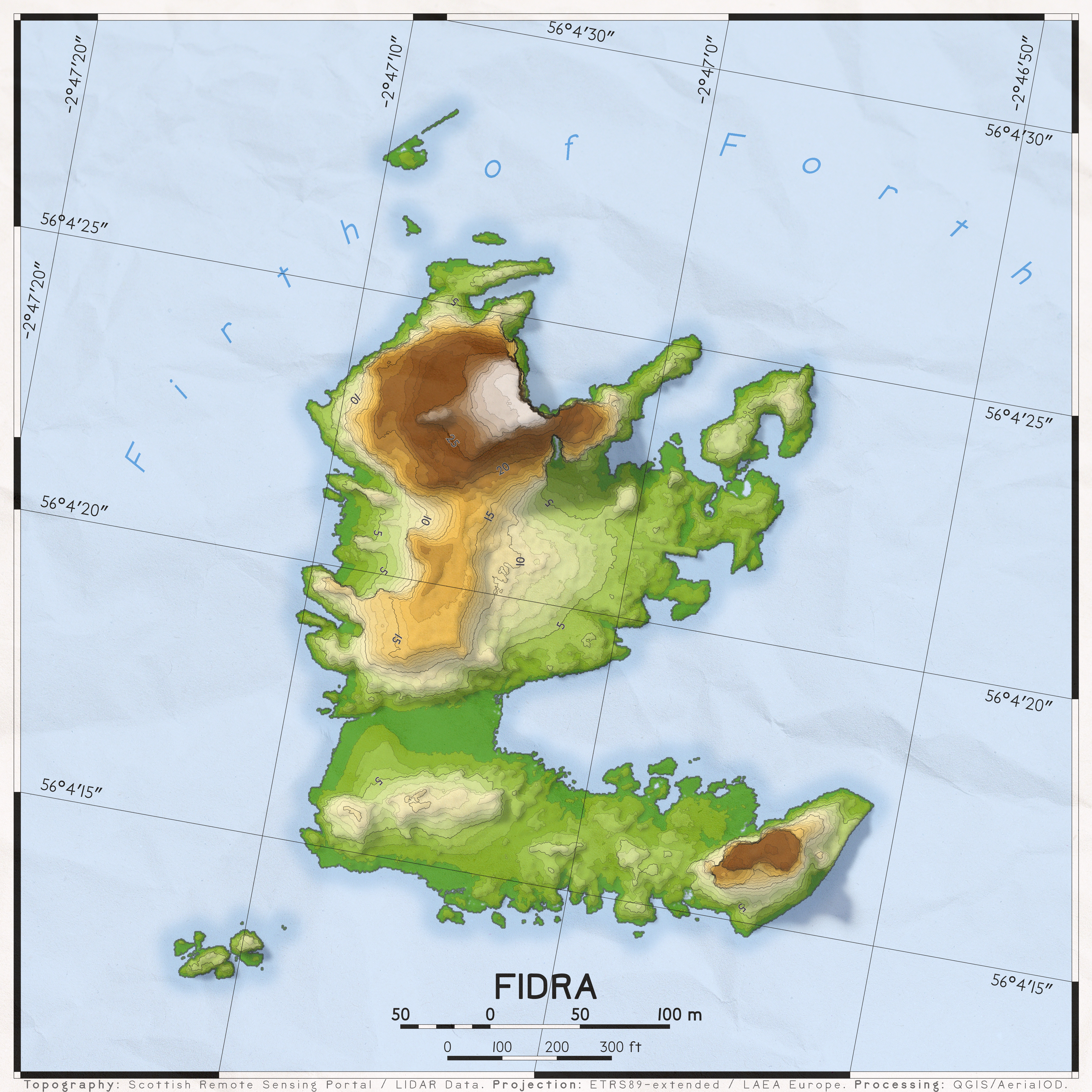
Carte topographique de Fidra.